# Martin Prince
Martin Prince es un personaje de ficción en la serie animada de Los Simpson. El personaje es doblado por Russi Taylor y en Hispanoamérica por Laura Torres, actualmente reemplazada por Georgina Sánchez y Alicia Veléz.

## Perfil
Martin Prince es el consentido del profesor, académicamente brillante, con el entusiasmo típico del superdotado por la ciencia ficción, juegos de rol, un no muy buen sentido de la moda, y tiene un IQ de 216. En otras palabras, es básicamente el nerd de la clase y un objetivo perfecto para los abusadores en la Escuela Primaria de Springfield.
Dado que el comportamiento de Martin hacia los adultos y su "condescendencia con sus compañeros" (tales como extender el día escolar por 20 minutos), la mayoría de Springfield disfruta sus tormentos. Un ejemplo de esto es cuando Edna Krabappel les ordena hacer un ensayo sobre la Primera Guerra Mundial. Martin pregunta si puede mecanografiar el suyo y después si puede ser de diez páginas (mínimo). Martin desaparece casi inmediatamente y Nelson le dice a la no-particularmente-preocupada maestra que "se fue". A pesar de estas cosas Martin trata de ser amigable con Nelson. Ha habido episodios en el que se deja ver que Nelson no quiere en verdad ser malo con Martin, y podría ser un amigo potencial, si no fuera por la presión de mantener su imagen del chico malo en la escuela. 
Martin es aparentemente obeso, y es enviado a la sección de pérdida de peso en el infernal Kamp Krusty en el episodio de tal nombre. A pesar de que su padre lo llama "campamento de mejoramiento de imagen", Martin ve a través de esto dice, indignado: "¡Déjate de eufemismos, es una clínica dietética para tu pequeña vergüenza!"
Una de sus apariciones más notables es en un episodio en el que Bart lo reta para el puesto de presidente de la clase (la historia adicional en Lisa's Substitute). Martin tiene una plataforma amplia (aunque políticamente no bien juzgada) que Bart, con la ayuda de Homer, deja de lado con tonterías populistas. En un debate, Martin empieza a hablar del alto nivel de amianto en los salones. Bart lo interrumpe y dice "¡No es suficiente! ¡Queremos MÁS AMIANTO! ¡MÁS AMIANTO!", dejando a toda la clase coreando dicha frase. Sin embargo, Bart pierde la elección ya que Martin y su compañero Wendell Borton son los únicos que se molestan en votar el día de la elección.
A pesar de la animosidad natural entre Bart y Martin, los dos han unido fuerzas. De hecho, por la mayor parte de la serie han aparecido como amigos a pesar de los ocasionales choques. En un episodio, Martin tutorea a Bart a cambio de lecciones en como ser popular (aunque Martin lo traiciona al final de su colaboración). En otro, Martin y Bart trabajan juntos en un auto de minicarreras. Bart, Martin y Milhouse juntan su dinero para comprar una copia del primer número del Hombre Radioactivo. En otro episodio, Bart debe usar lentes correctivos y apoyos ortopédicos, temporalmente parece un nerd y se vuelve un objetivo para los abusadores. Es durante este tiempo que Martin y un grupo de nerds lo salvan hasta que no debe usar sus lentes o botas. Cuando los niños de Shelbyville roban el limonero de Springfield, Martin se une a Bart como parte del grupo de rescate que busca devolver al limonero (Bart lo describe como el listo del grupo).
Durante unas vacaciones, Martin acompaña a Bart, Nelson y Milhouse en un caótico viaje a Knoxville, Tennessee. Bart no es muy duro con Martin (aunque erróneamente se dirige a él como "Milton" y es corregido por Milhouse) la mayor parte del tiempo, pero Martin puede salirse de control. Además de ser un tanto snob en las primeras temporadas, Martin se ha vuelto peor que Bart, una vez golpeó a Bart en la cabeza cuando estaba triste porque Homer no lo apoyaba, y otra vez arrinconó amenazadoramente a un pequeño niño de Shelbyville contra un árbol.
Muchos han notado que conforme pasan las temporadas, Bart se ha vuelto menos y menos hostil con Martin al punto de total neutralidad; esto no ha detenido a los abusadores de la Escuela Primaria de Springfield de continuar su golpiza tradicional. Martin también se ha vuelto menos condescendiente y más pasivo conforme ha progresado la serie. Usualmente es presentado como demasiado pasivo, e incluso Lisa Simpson puede ser dura con él, como en una escena en Das Bus en que Lisa es culpada inicialmente por Sherri y Terri de ser responsable por llevar al grupo de niños a una isla desierta ya que ella había ayudado a organizar el viaje. Lisa responde que Martin también apoyó el viaje y por lo tanto es su culpa. Es sabido que Martin está casualmente con el grupo de Bart, y es usualmente visto con Bart y Milhouse en el fondo. Martin también se sienta justo en frente de Bart en su clase de cuarto curso. Aunque trabajan juntos en ocasiones en varios proyectos escolares y en clase, está implícito en muchos episodios que Martin y Lisa también son rivales, especialmente cuando se trata de la Feria de Ciencias.

## Orientación sexual
Un aspecto de Martin que se toca continuamente y de manera humorística es su tendencia a ser abierto con su lado femenino. Por ejemplo, tiene una tendencia a vestirse como diosas de la mitología griega y Reyes de Hadas en Halloween, y realizar actividades no-masculinas tales como memorizar un peculiar baile para el viaje al Modelo de las Naciones Unidas en el episodio Das Bus. Además estaba completamente cómodo actuando el personaje femenino de Lizzie Borden en una obra de teatro.
De vez en cuando Martin comete errores involuntarios, tales como en el episodio Bart of Darkness donde Martin, desesperado por estatus social, construye una piscina gigante para poder competir con la piscina de los Simpson que ha hecho a Lisa popular. Cuando dos hombres están armando la piscina, comenta: "¡Mi plan tiene frutos, ahora seré la Reina del Verano!" Aunque se implica que es un error dado que está compitiendo con Lisa, esto le gana algunas miradas preocupadas de los empleados mientras trata de corregir el error diciendo: "El Rey, El Rey". En el episodio There's Something About Marrying, Springfield legaliza el matrimonio gay y en una reunión del pueblo Nelson molesta a Martin, diciendo: "¡Deberían legalizar los funerales gay, empezando con el de Martin!" En respuesta, Martin lo niega diciendo: "¡No soy gay! ¡No soy nada aún!"
Pero la orientación de Martin se pone a prueba cuando se ve que en el capítulo Holidays of Future Passed, Lisa Simpson busca a su hija Zia Van Houten por una máquina del futuro de Facebook, se ve que ella no acepta amigos y Lisa encuentra a Martin y dice: "¡Martin Prince se volvió Marcia Princesa!" , por lo que da entender que se volvió transexual.

## Invenciones de Martin
- Honor Roller - Un auto de carreras en el episodio Saturdays of Thunder.
- Homer's Enemy - Un reactor nuclear miniatura funcional y que puede hacer funcionar un auditorio.
- C.H.U.M. (en español Muchacho Infantil Humano Urbano) - Un amigo robot inventado en Fat Man and Little Boy.